# Agathia ochrotypa
Agathia ochrotypa är en fjärilsart som beskrevs av Turner 1922. Agathia ochrotypa ingår i släktet Agathia och familjen mätare. Inga underarter finns listade i Catalogue of Life.